# Valescourt
Valescourt és un municipi francès, situat al departament de l'Oise i a la regió dels Alts de França. L'any 1999 tenia 271 habitants. Es troba just al costat de Saint-Just-en-Chaussée. Té una important zona industrial als afores.
Forma part del cantó de Saint-Just-en-Chaussée, que al seu torn forma part de l'arrondissement de Clermont. L'alcalde de la ciutat és Jean-Pierre Priem (2001-2008).